# أماليا أبي صالح
أماليا أبي صالح (1946-2014) هي ممثلة لبنانية اشتهرت بالأدوار الكوميدية في عدد كبير من المسرحيات والمسلسلات اللبنانية، واعتنقت الإسلام في السبعينات، وتوفيت في 17 يناير 2014.

## مسيرتها
ولدت أماليا أبي صالح المعروفة بشخصية «بدور» في أدوارها الكوميدية عام 1946 في بلدة ضهور الشوير وكانت الابنة الوحيدة لميشال أبي صالح وكانت طفولتها سعيدة إلى حين طلاق والديها. تابعت دراستها في مدرسة «زهرة الإحسان» في الاشرفية وكانت تلقب بـ«حسن صبي»، وكانت صديقتها الوحيدة على مقاعد الدراسة الممثلة الراحلة هند أبي اللمع، ثم جمعتهما الصدفة مجدداً في تلفزيون لبنان وذلك بعد أن عادت إلى لبنان من اللاذقية حيث انتقل والدها للعمل هناك في شركة للنقل البحري عام 1955، وكان ذلك قد أبعدها عن محيطها وأصدقائها. ومن اللاذقية إلى إيطاليا مع الوالد حيث بدأت هناك العمل مع فرقة رقص فنية تقدم العروض الترفيهية. رضي والدها بالتحاقها في الفرقة وسافرت إلى كل أنحاء العالم والتقت عدداً كبيراً من الفنانين. وفي إحدى زياراتها إلى لبنان ابتسم لها الحظ بأن شاركت في برنامج في تلفزيون لبنان وكان ذلك عام 1964 انتقلت بعدها إلى دور في مسرحية هزلية، ثم شاركت في برنامج «أبو سليم» وكان عنوانه «نادي الهواة» آنذاك، فمثلت مؤدية دور فتاة ايطالية لا تعرف العربية، وبعدها شاركت في برنامج «حكمت المحكمة» عام 1965 فأحبت العمل في لبنان وقررت البقاء فيه. توالت أعمالها الفنية بين المسرح والتلفزيون خلال الستينات والسبعينات وكان اللقاء الكبير مع الفنان «شوشو» حين شاركت في أعماله في أدوار كوميدية جعلتها مشهورة في الأوساط الفنية اللبنانية: «أستاذ شوشو», و«فرقت نمرة»..., و«كافيار وعدس» مع بديعة مصابني، و«الدنيي دولار» مع الممثلة نيللي، و«آخ يا بلدنا»... كما مثلت في أفلام سينمائية عدة، منها: «زمان يا حب» مع فريد الاطرش عام 1973, وفيلم «زوجتي من الهيبيز» مع الفنان دريد لحام. بعد هذا العصر الذهبي من الأعمال إلى جانب الكبار، وبعد اندلاع الحرب وتوقف العمل لسنوات ظنت أنها لن تمثل ثانية، غير أنها عادت إلى الساحة الفنية بأعمال عدة، وكان دورها المميز في مسلسل «المعلمة والاستاذ» إلى جانب إبراهيم مرعشلي وهند ابي اللمع، وكان ذلك عام 1981. أما الدور الاخير لها فكان في مسرحية بعنوان "10452" مع الاب فادي تابت وكان ذلك عام 2004.

## روابط خارجية
- أماليا أبي صالح على موقع قاعدة بيانات الأفلام العربية